# Wapping (obraz Jamesa Whistlera)
Wapping – to obraz amerykańskiego malarza Jamesa McNeilla Whistlera namalowany w latach 1860–1864, znajdujący się w zbiorach National Gallery of Art.

## Historia i opis
W ramach swej edukacji malarza-realisty Whistler przeniósł się do londyńskiej dzielnicy doków nad Tamizą, znanej jako Wapping. Zamieszkiwały ją różnego rodzaju wyrzutki społeczne, żerujące na robotnikach portowych i zaopatrujące ich. Choć wielu uważało Wapping za dzielnicę brudną i brzydką, Whistler dostrzegł jej piękno. W październiku 1860 rozpoczął pracę nad obrazem Wapping. 
Na pierwszym planie przedstawił kobietę, prawdopodobnie prostytutkę, do której pozowała rudowłosa irlandzka piękność Joanna Hiffernan i dwóch mężczyzn, przypuszczalnie jej klientów.
Temat prostytucji, przedstawionej jako seksualna transakcja, był popularny w epoce wiktoriańskiej, normalnie przedstawiany był jednak z właściwym jej, poważnym moralnym podtekstem. Whistler początkowo nadał postaci kobiety o wiele więcej cech prostytutki, jak szpiczasty dekolt a nawet porozumiewawcze mrugnięcie okiem. Z czasem jednak usunął z obrazu wszystkie elementy narracyjne na rzecz faktycznej akceptacji tego, co było zwykłym zdarzeniem na terenie Wapping. 
Artysta przemalowywał obraz, w miarę jak jego styl ewoluował. Ukończył swe dzieło dopiero po czterech latach. Przemalowania (widoczne poprzez pęknięcia farby) dotyczyły postaci na pierwszym planie, który w efekcie stał się ciemniejszy niż tło. Ta zmiana koncepcji była wywołana rosnącym zainteresowaniem malarstwem realistycznym, zrodzonym pod wpływem Gustave’a Courbeta, który zachwycał się obrazem Whistlera Przy fortepianie. Już na długo przedtem Whistler i Courbet malowali ramię w ramię "en plein aire". Oddanie postaci w ciemnych barwach sprawia, że wzrok widza kieruje się na to, co jest za nimi w tle – rozmaitość masztów, żagli i takielunku oraz praca w porcie. Okręty, dla kontrastu, zostały namalowane ze świeżością i witalnością, w jasnych tonacjach czerwieni, błękitu i żółcieni, kładzionych muśnięciami pędzla. Oko przyciągają detale, jak np. czerwony komin barki w środku obrazu. Tym, co kompozycyjnie łączy pierwszy plan i tło, jest transakcja handlowa dziejąca się na rzece z tyłu oraz pomiędzy postaciami z przodu.
Wapping został stanowczo odrzucony przez środowisko artystyczne. Konflikt Whistlera z tym odrzuceniem zapowiadał obrazoburczy charakter jego sztuki, uprawianej przez resztę jego życia.